# Luis Brión
 (décembre 2023).
Si vous disposez d'ouvrages ou d'articles de référence ou si vous connaissez des sites web de qualité traitant du thème abordé ici, merci de compléter l'article en donnant les références utiles à sa vérifiabilité et en les liant à la section « Notes et références ».
Philippus Lodovicus Brión Detrox, hispanisé en Felipe Luis Brión Detrox, né à Curaçao le 6 juillet 1782 et mort au même endroit le 27 septembre 1821, est un militaire curacien-vénézuélien qui lutta durant les guerres d'indépendance du Venezuela et de la Colombie avec le grade d'Amiral des marines de guerre du Venezuela et de la Grande Colombie.

## Biographie

### Enfance et études
Luis Brión est le fils de Pierre Louis Brion et Marie Detrox, originaires de l'actuelle Belgique et émigrés à Curaçao en 1777. En 1794, il est envoyé en Hollande pour compléter son éducation.

### Guerres napoléoniennes
Durant la période qu'il passe en Hollande, Luis Brión rejoint les forces de la République batave pour combattre l'invasion anglo-russe de la Hollande septentrionale. Parmi les principales batailles auxquelles il participe figurent celles de Bergen (19 septembre 1799) et Castricum (16 octobre 1799). Il est également fait prisonnier par les britanniques jusqu'à la signature de la convention d'Alkmaar. De retour à Curaçao, il prend une part active à l'insurrection d'orientation révolutionnaire qui a lieu sur l'île en septembre 1800, peu de temps avant la première occupation anglaise. Pour échapper aux autorités britanniques, il s'installe un certain temps aux États-Unis, où il apprend la science nautique et le commerce maritime.
En 1803, il retourne à Curaçao, récupéré par la couronne néerlandaise, et s'engage dans le commerce. Entre 1803 et 1806 il conduit diverses initiatives visant à prévenir la reprise de Curaçao par les forces britanniques. Toutefois, avant la conquête par les Anglais en 1807, celui-ci doit s'exiler dans l'île danoise de Saint Thomas, d'où il maintient des activités commerciales et maritimes importantes avec le continent rendues possibles par la politique de neutralité adoptée par le Danemark dans les Caraïbes.

### Guerres d'indépendance sud-américaines

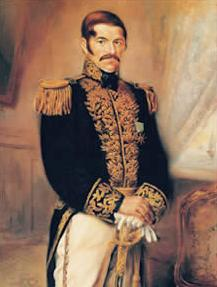
Amiral Luis Brión

En 1813, Brión rejoint la cause de l'indépendance du Venezuela et un an plus tard il obtient la nationalité vénézuélienne, Simón Bolívar l'élevant au grade de capitaine de frégate. En 1815, il se rend en Angleterre où il acquiert une corvette de 24 canons baptisée Dardo, 12 fusils et d'autres fournitures avec quoi il entend aider les patriotes de Carthagène des Indes, soumise au siège des forces royalistes de Pablo Morillo. Retrouvant Bolívar en Haïti, qui le promeut au grade de capitaine de vaisseau, il organise la flotte avec laquelle se réalisent les expéditions sur la côte vénézuélienne. Le 2 mai 1816, il obtient sa première victoire contre les navires espagnols au cours de la bataille de Los Frailes, au large de l'archipel de Los Frailes. Le même jour, il est nommé amiral de la République par le Libertador.
Une fois que l'île de Margarita est sous le contrôle des forces patriotes, celle-ci sert de base pour la campagne de Guyane. Brión crée en janvier 1817 l'Amirauté et le Corps d'infanterie de Marine. Le 3 août de la même année, il pénètre avec une escadre patriote sur l'Orénoque, où il livre le combat naval de Cabrián durant lequel il capture 14 des 28 bateaux espagnols et fait 1 500 prisonniers. L'amiral Brión est nommé président du Conseil de Guerre qui est formé pour juger le général Manuel Piar pour les délits d'insubordination, désertion, sédition et conspiration. Piar est condamné à mort sans dégradation par ordre exprès de Bolívar le 16 octobre 1817. Le 5 novembre 1817, la Guyane libérée, Brión est nommé président du Conseil de Gouvernement.
En 1819, il s'établit de nouveau à Margarita, où il organise une expédition de 22 navires pour libérer le fleuve Magdalena et la côte Caraïbe de la Nouvelle-Grenade, en appui des forces terrestres du général Mariano Montilla. Bien que soient capturés les ports et l'embouchure du río Magdalena, ainsi que les villes portuaires de Barranquilla et Santa Marta, les divergences avec Montilla sur la conduite des opérations sur terre et sur mer provoquent le départ de Brión de la Marine en mai 1821 et son voyage à Maracaibo.

### Mort et postérité
La tuberculose dont il souffre s'aggravant, Brión décide de retourner sur son île natale, où il meurt le lendemain de son arrivée.
La dépouille de Luis Brión est inhumée dans la propriété familiale de Rosentak, avec les honneurs dus à son rang. Le 10 avril 1882, ses restes sont transférés au Panthéon national du Venezuela.